# Thomisus galeatus
Thomisus galeatus là một loài nhện trong họ Thomisidae.
Loài này thuộc chi Thomisus. Thomisus galeatus được Eugène Simon miêu tả năm 1909.